# Lim Si-hyeon
Lim Si-hyeon (kor. 임시현; * 13. Juni 2003 in Gangneung) ist eine südkoreanische Bogenschützin.

## Karriere
Lim Si-hyeon begann mit dem Bogenschießen, als sie in der dritten Klasse war. Ihr internationales Debüt bei den Erwachsenen gab sie beim Weltcup 2023 in Shanghai, bei dem sie sogleich die Goldmedaillen im Einzel und mit der Mannschaft gewann. Kurz darauf gewann sie auch bei dem Weltcup in Medellín beide Konkurrenzen, beim Weltcup in Paris blieb sie mit der Mannschaft sowie mit Lee Woo-seok im Mixed siegreich. Das Weltcupfinale in Hermosillo schloss sie 2023 im Einzel auf dem dritten Platz ab. Im selben Jahr gewann sie bei den Asienmeisterschaften in Bangkok den Titel mit der Mannschaft sowie mit Lee Woo-seok im Mixed. Im Einzel wurde sie hinter Choi Mi-sun Vizeasienmeisterin. Gleich drei Goldmedaillen gewann sie bei den 2023 ausgetragenen Asienspiele 2022 in Hangzhou. Die Einzelkonkurrenz gewann sie vor ihrer Mannschaftskollegin An San, in der Mannschaftskonkurrenz besiegten die Südkoreanerinnen im Finale Indien und im Mixed war sie erneut mit Lee Woo-seok siegreich. Mit Lee wurde sie in Berlin außerdem 2023 auch Weltmeisterin. 2024 gewann Lim im Einzel die Weltcups in Shanghai und Yecheon, mit der Mannschaft den Weltcup in Antalya und im Mixed mit Kim Woo-jin den Weltcup in Shanghai.
Bei den Olympischen Spielen 2024 in Paris nahm Lim an drei Disziplinen teil. Zunächst startete Lim im Mannschaftswettbewerb an der Seite von Jeon Hun-young und Nam Su-hyeon. Nach Rang eins in der Platzierungsrunde mit einem olympischen Rekord von 2046 Punkten besiegte die südkoreanische Mannschaft nacheinander die Mannschaften von Chinesisch Taipeh, der Niederlande sowie von China, sodass Lim, Jeon und Nam Olympiasiegerinnen wurden. Den nächsten Wettkampf bestritt Lim mit Kim Woo-jin im Mixed und schaffte es auch mit ihm, in der Platzierungsrunde einen olympischen Rekord aufzustellen. Mit 1380 Punkten beendeten sie diese dann auch auf dem ersten Platz. In der K.-o.-Runde bezwangen Lim und Kim ihre Kontrahenten von Chinesisch Taipeh in der ersten Runde knapp mit 6:4, wobei der entscheidende fünfte Satz mit 20:19 zugunsten der Südkoreaner endete. Daraufhin folgten deutlichere 6:2-Siege gegen die Mixedpaarungen Italiens und Indiens, ehe Lim und Kim im Finale auf die Deutschen Florian Unruh und Michelle Kroppen trafen. Mit 6:0 gewannen sie diese Partie deutlich und sicherten sich damit den Olympiasieg.
Im abschließenden Einzel schloss Lim die Platzierungsrunde sogar mit einem neuen Weltrekordergebnis von 694 Punkten auf dem ersten Rang ab und traf nach drei Auftakterfolgen im Viertelfinale auf die Mexikanerin Alejandra Valencia, die sie mit 6:4 besiegte. Im anschließenden Halbfinale besiegte sie ihre Mannschaftskollegin Jeon Hun-young ebenso mit 6:4, der entscheidende Satz endete knapp mit 29:27 für Lim. Im Finale traf Lim auf ihre zweite Mannschaftskollegin Nam Su-hyeon und gewann mit 7:3 auch dieses Duell.